# Trittico della Madonna col Bambino e i santi Pietro e Paolo
La Trittico della Madonna col Bambino e i santi Pietro e Paolo è un dipinto a tempera e oro su tavola (pannello centrale 150x58 cm, pannelli laterali 126x44 ciascuno) di Ugolino di Nerio, databile al 1320-1325 circa e conservato alla Galleria degli Uffizi di Firenze. Precedentemente faceva parte della Collezione Contini-Bonacossi, che fu donata al museo fiorentino nel 1969.

## Storia
L'opera, proveniente in origine dalla chiesa di San Pietro in Villore a San Giovanni d'Asso, faceva parte della Collezione Hutton di Londra, dove venne acquistata, con la Maestà con i santi Francesco e Domenico della bottega di Cimabue, da Alessandro Contini Bonacossi. Rimasta nella sua collezione personale, venne poi scelta per essere acquisita dallo Stato italiano nella nota vicenda della collezione Contini Bonacossi
Attribuito a Ugolino di Nerio, pittore senese attivo a Firenze, da Bernard Berenson nel 1932, Brandi preferì assegnarlo a un "Maestro del trittico della pieve di San Giovanni d'Asso".

## Descrizione e stile
Il trittico è composto da tre pannelli con altrettante cuspidi, con personaggi a mezza figura. Al centro si vede la Madonna col Bambino, sormontata dall'Eterno benedicente, a sinistra San Paolo (con la spada) sormontato forse da Santo Stefano (con la dalmatica) e a destra San Pietro (con le chiavi e la barba bianca), sormontato forse da San Giovanni Evangelista (col libro).
Il Bambino è colto nell'atto infantile di tirare il velo della madre, che lo guarda con uno sguardo impassibile ma tutto sommato dolce alla maniera di Duccio di Buoninsegna.
Le figure mostrano la conoscenza delle novità senesi introdotte da Simone Martini ed è assimilabile al Polittico n. 38 della Pinacoteca nazionale di Siena e alla Madonna col Bambino della Pieve di Pilli.